# مریت ویور
مِریت ویوِر (انگلیسی: Merritt Wever؛ زادهٔ ۷ ژانویه ۱۹۸۰) هنرپیشه اهل ایالات متحده آمریکا است. وی از سال ۱۹۹۵ میلادی تاکنون مشغول فعالیت بوده‌است.

## گزیدهٔ آثار

### سینما
- داستان ازدواج (۲۰۱۹)
- چمن‌زار (۲۰۱۵)
- بردمن (۲۰۱۴)
- شخص گمشده (۲۰۰۹)
- مایکل کلیتون (۲۰۰۷)
- نشانه‌ها (۲۰۰۲)
- تنها کاری که می‌خواهم انجام دهم (۱۹۹۸)

### تلویزیون
- باورنکردنی (۲۰۱۹)
- دختر جدید (۲۰۱۳)
- همسر خوب (۲۰۱۲)
- ان‌سی‌آی‌اس (۲۰۰۵)
- نظم و قانون (۲۰۰۵)
- وایر (۲۰۰۳)